# Khonefallen
Khonefallen (laotiska: ນ້ຳຕົກຕາດຄອນພະເພັງ; franska: Chutes de Khone) är en serie vattenfall och forsar i Champassaprovinsen i södra Laos. Fallen ligger nära gränsen till Kambodja, där Mekong på en sträcka av 10 km sjunker 21 meter. Trots den ringa fallhöjden är fallen de största i Sydostasien, genom den stora mängden vatten som passerar fallen.

## Beskrivning
Fallen har bildats av att Mekong här passerar en motståndskraftigt lager av basalt. Därigenom har bildats en dubbel serie av fall/forsar, där floden faller 14 meter ner till en höjd av 82 meter ö.h. Mekong bryts längs med denna del av floden upp i en mängd mindre vattendrag av olika storlek. Detta har skapat ett stort antal öar, vilket gett området dess namn Si Phan Don – De 4 000 öarna.
Medelvattenföringen i floden förbi fallen är på 11 000 kubikmeter per sekund. Största uppmätta vattenföring förbi fallen är på 49 000 kubikmeter per sekund.
Khonefallen räknas ofta som världens bredaste vattenfall, med över 10 kilometers bredd. Då inräknas hela flodens bredd, vilken på denna sträcka är cirka 10 kilometer.
Mekongs förgreningar utefter sträckan är olika strida och forsande. I minst en av de smalaste förgreningarna är floden knappt strid alls. Under monsuntiden sväller floden upp över sina bräddar, vilket nästan gör fallen helt osynliga.

## Användning
Khonefallen är de enda större fall utefter Mekongs nedre lopp och huvudorsak till att floden inte är farbar med båt från mynning och till den kinesiska gränsen. Fallen hindrar flodtrafiken mellan Laos och Kambodja och var anledning till att man 1893 invigde en smalspårig järnväg för transporter förbi fallen. Järnvägen lades dock ner på 1940-talet.
Khonefallen är föremål för viss turism. Den laotiska staten har uttalat planer på att skapa en ekonomisk frizon i området, inklusive kasinon och andra turistanläggningar.